# Rifugio Grauzaria
Das Rifugio Grauzaria, vollständiger Name Rifugio Creta Grauzaria (deutsch Grauzariahütte) ist eine Schutzhütte der Sektion Moggio Udinese des Club Alpino Italiano (CAI) in den Karnischen Alpen. Die in der Regel von Anfang Mai bis Anfang Oktober geöffnete Hütte verfügt über 22 Schlafplätze.

## Lage und Umgebung
Die Grauzariahütte befindet sich auf 1250 m Höhe auf dem Gebiet der Gemeinde Moggio Udinese in der Provinz Udine. Sie liegt im Aupatal in der Gruppe Sernio-Grauzaria. 
Die Hütte dient als Stützpunkt für Wanderungen und Klettersport in den umliegenden Bergen. Von dort aus führen Wege Richtung Norden über einen Pass des Monte Sernio zum nahe gelegenen Rifugio Monte Sernio und weiter nach Tolmezzo. Das Rifugio Grauzaria liegt an der Via Alpina.

## Geschichte
Nachdem bereits zu Beginn des 20. Jahrhunderts der Bedarf nach einem Stützpunkt für Besteigungen in der Gruppe Sernio-Grauzaria bestanden hatte, wurde dieser nach Auflassen vieler Almen in der Nachkriegszeit, die bis dahin als Notunterkünfte gedient hatten, noch dringlicher. Ab Mitte der 1950er Jahre konnte die Sektion Moggio Udinese des CAI endlich mit den Planungen zum Bau einer Schutzhütte beginnen, nachdem der Sektion infolge einer Schenkung die nötigen finanziellen Mittel für Verfügung standen, die von zahlreichen privaten Spendern noch aufgestockt worden waren. 1963 konnte das Rifugio Creta Grauzaria dank der unentgeltlichen Arbeit zahlreicher Freiwilliger der Sektion schließlich eröffnet werden.

## Zugänge
- Von Case Nanghets, 714 m ⊙ auf Weg 437 in 1 ½ Stunden
- Von Dioor, 680 m ⊙ auf Weg 437 in 3 Stunden

## Nachbarhütten
- Zum Rifugio Monte Sèrnio, 1419 m ⊙ auf Weg 437, 416 in 2 ½ Stunden
- Zum Bivacco Dionisio Feruglio, 1700 m ⊙ auf Weg 446 in 2 Stunden